# قائمة الرحلات الرئاسية الدولية التي قام بها محمود عباس
قائمة الرحلات الرئاسية الدولية التي قام بها محمود عباس، وهو الرئيس الثالث لمنظمة التحرير الفلسطينية والثاني لدولة فلسطين، قام برحلات دولية إلى العديد من الدول منذ توليه الرئاسة في 9 يناير/كانون الثاني 2005.
| دولة  | المناطق التي تمت زيارتها | بتاريخ     | ملحوظات                             |
| ----- | ------------------------ | ---------- | ----------------------------------- |
| ليبيا | طرابلس                   | 1-5 سبتمبر | حضور الذكرى الأربعين للثورة الليبية |

### 2011
| تاريخ            | دولة     | موقع | تفاصيل |
| ---------------- | -------- | ---- | ------ |
| 28-29 يونيو 2011 | أذربيجان | باكو | [ 1 ]  |

### 2018
| تاريخ             | دولة             | موقع                  | تفاصيل                                                                 |
| ----------------- | ---------------- | --------------------- | ---------------------------------------------------------------------- |
| 29 يناير 2018     | الأردن           | عمان                  |                                                                        |
| 20 فبراير 2018    | الولايات المتحدة | نيويورك               |                                                                        |
| 7-8 مايو 2018     | فنزويلا          | كاراكاس               |                                                                        |
| 9-10 مايو 2018    | تشيلي            | هافانا                |                                                                        |
| 10–12 مايو 2018   | كوبا             | سانتياغو              |                                                                        |
| 13 مايو 2018      | الهند            | نيودلهي               |                                                                        |
| 14-15 يوليو 2018  | روسيا            | موسكو                 | أجرى محادثات مع الرئيس فلاديمير بوتن                                   |
| 21–27 سبتمبر 2018 | الولايات المتحدة | نيويورك               | التقى بقادة الدول وألقى كلمة في الدورة الثالثة والسبعين للجمعية العامة |
| 21 أكتوبر 2018    | عمان             | المسكات عنب طيب الشذا |                                                                        |
| 2 ديسمبر 2018     | إيطاليا          | روما                  | [ 3 ]                                                                  |

### 2019
| تاريخ       | دولة             | موقع    | تفاصيل                                |
| ----------- | ---------------- | ------- | ------------------------------------- |
| مارس 2019   | العراق           | بغداد   |                                       |
| أبريل 2019  | مصر              | القاهرة |                                       |
| مايو 2019   | قطر              | الدوحة  |                                       |
| سبتمبر 2019 | النرويج          | أوسلو   |                                       |
| سبتمبر 2019 | الولايات المتحدة | نيويورك | التقى بالرئيس الفرنسي إيمانويل ماكرون |
| أكتوبر 2019 | السعودية         | الرياض  | التقى بالملك سلمان بن عبد العزيز      |
| أكتوبر 2019 | اليابان          | طوكيو   | التقيت برئيس الوزراء شينزو آبي        |

### 2020
| تاريخ       | دولة   | موقع    | تفاصيل |
| ----------- | ------ | ------- | ------ |
| نوفمبر 2020 | الأردن | عمان    |        |
| نوفمبر 2020 | مصر    | القاهرة |        |
| ديسمبر 2020 | قطر    | الدوحة  |        |

### 2021
| تاريخ       | دولة    | موقع | تفاصيل |
| ----------- | ------- | ---- | ------ |
| يوليو 2021  | تركيا   |      |        |
| سبتمبر 2021 | مصر     |      |        |
| أكتوبر 2021 | إيطاليا |      |        |
| نوفمبر 2021 | روسيا   |      |        |
| نوفمبر 2021 | قطر     |      |        |
| ديسمبر 2022 | الجزائر |      |        |
| ديسمبر 2021 | تونس    |      |        |

### 2023
| تاريخ        | دولة             | موقع    | تفاصيل                                                                             |
| ------------ | ---------------- | ------- | ---------------------------------------------------------------------------------- |
| 19 مايو      | السعودية         | جدة     | قمة جامعة الدول العربية                                                            |
| 25 يوليو     | تركيا            | أنقرة   | لقاء مع الرئيس رجب طيب أردوغان وزعيم حماس إسماعيل هنية                             |
| 29 يوليو     | مصر              | القاهرة | اجتماع الأمناء العامين للفصائل الفلسطينية وعقد محادثات مع الرئيس عبد الفتاح السيسي |
| 13 أغسطس     | مصر              | القاهرة | قمة مع الرئيس عبد الفتاح السيسي وعبد الله الثاني[بحاجة لمصدر]                      |
| 23 أغسطس     | تركيا            | أنقرة   | لقاء مع الرئيس رجب طيب أردوغان[بحاجة لمصدر]                                        |
| 17–21 سبتمبر | الولايات المتحدة | نيويورك | ألقى خطابًا أمام الجمعية العامة للأمم المتحدة                                       |
| 10-11 نوفمبر | السعودية         | الرياض  | حضر القمة العربية الإسلامية الطارئة                                                |

### 2025
| تاريخ      | دولة   | موقع  | تفاصيل                              |
| ---------- | ------ | ----- | ----------------------------------- |
| 8-9 مايو   | روسيا  | موسكو | حضر عرض يوم النصر في موسكو عام 2025 |
| 16-17 مايو | العراق | بغداد | قمة جامعة الدول العربية 2025        |
| 21 مايو    | لبنان  | بيروت | زيارة الدولة                        |